# 1424-es busz
A 1424-es jelzésű autóbuszvonal  regionális autóbuszjárat volt Nyíregyháza és Mezőcsát között, Tiszaújváros érintésével, melyet a Volánbusz látott el.
A 2020. december 13-ai menetrendváltással a Volánbusz Zrt. megszüntette az autóbuszvonalat. A megszűnés oka az ütemes menetrend bevezetése volt Mezőkövesd és térségében.

## Közlekedése
A járat Szabolcs-Szatmár-Bereg vármegye székhelyét, Nyíregyházát kötötte össze Borsod-Abaúj-Zemplén vármegye fontos ipari városával, Tiszaújvárossal, illetve a járási székhely Mezőcsáttal, illetve kiszolgálta a közbülső településeket is (melyek egy része Hajdú-Bihar vármegyében fekszik, a járat tehát 3 vármegyét is érintett). Mindössze munkanapokon közlekedett egy járatpár: reggel Mezőcsátról ment Nyíregyházára, késő délelőtt pedig jött vissza. A vonal külön értéke, hogy vasúti kapcsolat nem volt a települések között (Nyíregyházáról Tiszaújvárosba csak 2 átszállással lehet eljutni, Mezőcsátra pedig 2007 óta sehogy). A vonalat 2019 őszéig a tiszaújvárosi ÉMKK-üzemegység szolgálta ki, a megszűnéséig Volánbusz Zrt. Legtöbbször az FLR-987 rendszámú Credo EC 12 közlekedett rajta.

## Megállóhelyei
| 0  | Nyíregyháza, autóbusz-állomás végállomás                             | 39 | 1, 1A, 2, 2Y, 3, 4, 4Y, 6, 16, 24, 40, H31, H31X, H31Y, H32, H33, H35, H40, H40L 1059, 1341, 1369, 1370, 1426, 1427, 1446, 1449, 3881, 3887, 4200, 4201, 4202, 4203, 4205, 4206, 4207, 4208, 4209, 4210, 4211, 4212, 4213, 4214, 4215, 4216, 4217, 4218, 4219, 4220, 4221, 4222, 4224, 4225, 4231, 4232, 4233, 4234, 4235, 4236, 4237, 4238, 4239, 4240, 4243, 4253, 4303, 4304 |
| 1  | Nyíregyháza, konzervgyár (↓) Nyíregyháza, Bethlen Gábor utca 67. (↑) | 38 | 1, 1A, 2, 2Y, 4, 4Y, 12, 14, 14F, H32, H40 1341, 1370, 4200, 4201, 4202, 4203, 4205, 4206, 4212, 4214, 4233, 4234, 4236, 4239, 4240 |
| 2  | Nagycserkesz, autóbusz-váróterem                                     | 37 | 1059, 1341, 1370, 1426, 1427, 4239, 4240 |
| 3  | Tiszavasvári, iskola                                                 | 36 | 1059, 1341, 1370, 1426, 3952, 4240, 4244, 4467 |
| 4  | Tiszavasvári, posta                                                  | 35 | 1059, 1341, 1370, 1426, 3952, 4240, 4244, 4467 |
| 5  | Tiszavasvári, Városháza tér                                          | 34 | 1426, 1427, 4240, 4244, 4467 |
| 6  | Tiszavasvári, Józsefháza                                             | 33 | 1059, 1370, 1426, 3952 |
| 7  | Dankótanya 23.                                                       | 32 | 1370, 3952 |
| 8  | Újtikos, elágazás                                                    | 31 | 1059, 1341, 1370, 1426, 1427, 3950, 3952, 4241 |
| 9  | Polgár, autóbusz-váróterem                                           | 30 | 1059, 1341, 1369, 1370, 1372, 1374, 1426, 1427, 1450, 3739, 3744, 3950, 3952, 3960, 4241, 4463, 4482, 4484, 4488 |
| 10 | Polgár, strandfürdő                                                  | 29 | 1369, 1450, 3739, 3744, 3950, 3952, 3960, 4484 |
| 11 | Polgári tanyák (24,2-es km tábla)                                    | 28 | 1450, 3739, 3744, 3950, 3952, 3960, 4484 |
| 12 | Tiszaújváros, Tiszagát őrház                                         | 27 | 1450, 3739, 3744, 3950, 3952, 3960, 4484 |
| 13 | Tiszapart városrész elágazás                                         | 26 | 2 1369, 1370, 1372, 1450, 3739, 3744, 3950, 3952, 3960, 4484 |
| 14 | Tiszaújváros, VOLÁN üzemegység                                       | 25 | 2 1369, 1370, 1372, 1450, 3739, 3744, 3950, 3952, 3960, 3963, 3964, 3965, 4008, 4484 |
| 15 | Tiszaújváros, bejárati út                                            | 24 | 2 1341, 1369, 1370, 1372, 1426, 1450, 3731, 3733, 3739, 3744, 3745, 3950, 3952, 3960, 3963, 3964, 3965, 3968, 3970, 3971, 3975, 4008, 4484 |
| 16 | Tiszaújváros, autóbusz-állomás                                       | 23 | 1, 1A, 2, 3 1057, 1341, 1369, 1370, 1372, 1374, 1427, 3731, 3733, 3734, 3737, 3739, 3744, 3745, 3752, 3950, 3952, 3960, 3963, 3964, 3965, 3966, 3967, 3968, 3969, 3970, 3971, 3974, 3975, 4008, 4484 |
| 17 | Tiszaújváros, művelődési ház                                         | 22 | 2, 3 3731, 3733, 3739, 3744, 3745, 3950, 3952, 3960, 3963, 3965, 3966, 3968, 3970, 3971, 3975, 4008, 4484 |
| 18 | Tiszaújváros, bejárati út                                            | 21 | 2 1341, 1369, 1370, 1372, 1426, 1450, 3731, 3733, 3739, 3744, 3745, 3950, 3952, 3960, 3963, 3964, 3965, 3968, 3970, 3971, 3975, 4008, 4484 |
| 19 | Tiszaújváros, ÉMKK üzemegység                                        | 20 | 2 1369, 1370, 1372, 1450, 3739, 3744, 3950, 3952, 3960, 3963, 3964, 3965, 4008, 4484 |
| 20 | Tiszaújváros, MOL V. kapu                                            | 19 | 3963, 3964, 3965, 4008 |
| 21 | Tiszaújváros, Honvéd utca bejárati út                                | 18 | 3963, 3964, 3965, 4008 |
| 22 | Tiszapalkonya, temető                                                | 17 | 3963, 3964, 3965, 4008 |
| 23 | Tiszapalkonya, községháza                                            | 16 | 1341, 3963, 3964, 3965, 4008 |
| 24 | Tiszapalkonya, Bem József utca 12.                                   | 15 | 3963, 3964, 3965, 4008 |
| 25 | Tiszapalkonya, Hunyadi utca                                          | 14 | 3963, 3964, 3965, 4008 |
| 26 | Oszlár, autóbusz-váróterem                                           | 12 | 1341, 3963, 3964, 3965, 4008 |
| 27 | Hejőkürt, logisztikai központ                                        | 12 | 3963, 3964, 3965, 4008 |
| 28 | Hejőkürt, Szent István utca 21.                                      | 11 | 3963, 3964, 3965, 4008 |
| 29 | Hejőkürt, autóbusz-váróterem                                         | 10 | 1341, 3963, 3964, 3965, 4008 |
| 30 | Tiszatarjáni elágazás                                                | 9  | 3963, 3964, 3965, 4008 |
| 31 | Tiszatarján, temető                                                  | 8  | 3963, 3964, 3965, 4008 |
| 32 | Tiszatarján, Árpád utca 28.                                          | 7  | 3963, 3964, 3965, 4008 |
| 33 | Tiszatarján, autóbusz-forduló                                        | 6  | 3963, 3964, 3965, 4008 |
| 34 | Tiszatarján, Árpád utca 28.                                          | 5  | 3963, 3964, 3965, 4008 |
| 35 | Tiszatarján, temető                                                  | 4  | 3963, 3964, 3965, 4008 |
| 36 | Tiszatarjáni elágazás                                                | 3  | 3963, 3964, 3965, 4008 |
| 37 | Tiszakeszi elágazás                                                  | 2  | 3963, 3964, 3965, 3976, 4008 |
| 38 | Mezőcsát, vasútállomás bejárati út                                   | 1  | 3963, 3964, 3965, 3976, 4008 |
| 39 | Mezőcsát, autóbusz-váróterem végállomás                              | 0  | 1057, 1341, 3741, 3743, 3747, 3963, 3964, 3965, 3976, 4008, 4010, 4030 |